# Scorpis aequipinnis
Scorpis aequipinnis is een straalvinnige vissensoort uit de familie van loodsbaarzen (Kyphosidae). De wetenschappelijke naam van de soort is voor het eerst geldig gepubliceerd in 1848 door Richardson.